# Dindica kishidai
Dindica kishidai är en fjärilsart som beskrevs av Inoue 1986. Dindica kishidai ingår i släktet Dindica och familjen mätare. Inga underarter finns listade i Catalogue of Life.